# ドマゴイ・ヴィダ
ドマゴイ・ヴィダ（Domagoj Vida, 1989年4月29日 - ）は、ユーゴスラビア（現クロアチア）・オシエク出身のサッカー選手。クロアチア代表。ギリシャ・スーパーリーグ・AEKアテネFC所属。ポジションはDF、MF。

## 経歴

### クラブ

#### 初期
ヴィダはNKオシエクの下部組織を経て、17歳の時に同クラブのトップチームで初出場を飾り、デビュー年の2006-07シーズンに10試合に出場した。翌2007-08シーズンになると、定期的に出場機会を得て自身の能力を証明した結果、国内リーグ王者NKディナモ・ザグレブが獲得に動くとの噂がたつまでになった。

#### レバークーゼン
2010年4月29日にドイツ1部のバイエル・レバークーゼンと2005年6月まで契約を締結。レバークーゼンでの1シーズン目は、UEFAヨーロッパリーグ 2010-11で8試合に出場したものの、リーグ戦では2011年3月5日のVfLヴォルフスブルク戦で負傷したマヌエル・フリードリヒに代わり14分から途中出場した、この1試合のみに終わった。

#### ディナモ・ザグレブ
2011年6月14日に移籍金非公開でNKディナモ・ザグレブと契約することが発表された。2012年7月25日にUEFAチャンピオンズリーグ 2012-13・予選2回戦のブルガリア1部PFCルドゴレツ・ラズグラド戦で98分に決勝点を挙げ、予選3回戦進出に貢献した。
2012年9月24日にカップ戦へ向かうバスの中でビールを開けたため、バスとトップチームから追い出された。また、事件前にヴィダとアンテ・チャチッチ監督と口論をしていたことが判明。事件の翌日に10万ユーロの罰金が言い渡された。

#### ディナモ・キエフ
2013年1月2日に移籍金600万ユーロでFCディナモ・キーウと5年契約を締結。2月14日にUEFAヨーロッパリーグ 2012-13のFCジロンダン・ボルドー戦で移籍後初出場を飾り、1週間後のボルドーとの第2戦でもオレグ・ブロヒン監督の下で右サイドバックとして起用されたが、クラブは0-1で敗れベスト16進出を逃した。
3月3日のFCクリヴバス・クリヴィー・リフ戦でリーグ戦初出場を飾るも引き分けに持ち込まれた結果、2つ目のUEFAチャンピオンズリーグ 2013-14出場権獲得争いでFCドニプロとFCメタリスト・ハルキウに一歩リードを許す苦しい状態となった。リーグ戦出場2試合目となった3月10日のFCヴォリン・ルーツィクを2-0で破り、2013年になってからの初勝利を記録した。ヴィダは最初の公式戦3試合で右サイドバックを任されていたが、同試合からシーズン終了まで一貫してセンターバックとして起用され、イェフヘン・ハチェリディとコンビを組むこととなった。3月17日のFCヴォルスクラ・ポルタヴァ戦では、試合開始早々にアンドリー・ヤルモレンコのコーナーキックからのボールをパヴロ・レベノクとGKセルヒー・ドルハンスキーに競り勝ち、頭で移籍後初得点を挙げた。

#### ベシクタシュ
2018年1月3日、4年半の契約でトルコのスュペル・リグに在籍するベシクタシュJKへ移籍した。1月21日のスュペル・リグ第18節アンタルヤスポル戦でフル出場し、リーグデビューを果たした。2月25日のフェネルバフチェとの上位対決では移籍後初得点を挙げた。

#### AEKアテネ
2022年7月31日、2年契約でギリシャ1部のAEKアテネFCに完全移籍。

### 代表
定期的に出場したU-21代表を経て、2010年5月23日にオシエクで行われたウェールズ戦でダリヨ・スルナに代わり75分からA代表初出場を果たした。3日後のエストニア代表戦 では、先発フル出場を果たした。2013年9月10日の韓国との親善試合で代表初得点を挙げた。2018 FIFAワールドカップでは、CBのレギュラーとして6試合にフル出場し最終ラインを支えたほか、準々決勝での開催国・ロシアとの一戦では延長戦に得点を決め、その後追いつかれて迎えたPK戦では4人目のキッカーとして成功するなど活躍。同国史上初のワールドカップ準優勝に貢献した。

## 個人成績
2019年4月9日現在
| クラブ                   | シーズン | リーグ | リーグ | カップ | カップ | 国際大会 | 国際大会 | その他 | その他 | 合計 | 合計 |
| クラブ                   | シーズン | 出場   | 得点   | 出場   | 得点   | 出場     | 得点     | 出場   | 得点   | 出場 | 得点 |
| ------------------------ | -------- | ------ | ------ | ------ | ------ | -------- | -------- | ------ | ------ | ---- | ---- |
| オシエク                 | 2006-07  | 12     | 0      | 0      | 0      | -        | -        | -      | -      | 12   | 0    |
| オシエク                 | 2007-08  | 21     | 0      | 1      | 0      | -        | -        | -      | -      | 22   | 0    |
| オシエク                 | 2008-09  | 30     | 2      | 1      | 0      | -        | -        | -      | -      | 31   | 2    |
| オシエク                 | 2009-10  | 27     | 4      | 3      | 0      | -        | -        | -      | -      | 30   | 4    |
| オシエク                 | 合計     | 90     | 6      | 5      | 0      | 0        | 0        | 0      | 0      | 95   | 6    |
| バイエル・レバークーゼン | 2010-11  | 1      | 0      | 0      | 0      | 8        | 0        | -      | -      | 9    | 0    |
| バイエル・レバークーゼン | 合計     | 1      | 0      | 0      | 0      | 8        | 0        | 0      | 0      | 9    | 0    |
| ディナモ・ザグレブ       | 2011-12  | 29     | 2      | 6      | 0      | 12       | 0        | -      | -      | 47   | 2    |
| ディナモ・ザグレブ       | 2012-13  | 15     | 4      | 1      | 0      | 12       | 2        | -      | -      | 28   | 6    |
| ディナモ・ザグレブ       | 合計     | 44     | 6      | 7      | 0      | 24       | 2        | 0      | 0      | 75   | 8    |
| ディナモ・キーウ         | 2012-13  | 12     | 1      | -      | -      | 2        | 0        | -      | -      | 14   | 1    |
| ディナモ・キーウ         | 2013-14  | 17     | 0      | 4      | 1      | 5        | 0        | -      | -      | 26   | 1    |
| ディナモ・キーウ         | 2014-15  | 20     | 2      | 6      | 0      | 10       | 1        | 1      | 0      | 37   | 3    |
| ディナモ・キーウ         | 2015-16  | 18     | 2      | 3      | 0      | 5        | 0        | 1      | 0      | 27   | 2    |
| ディナモ・キーウ         | 2016-17  | 28     | 3      | 4      | 0      | 6        | 0        | 1      | 1      | 39   | 4    |
| ディナモ・キーウ         | 2017-18  | 9      | 2      | 0      | 0      | 8        | 0        | 1      | 0      | 18   | 2    |
| ディナモ・キーウ         | 合計     | 104    | 10     | 17     | 1      | 36       | 1        | 4      | 1      | 161  | 13   |
| ベシクタシュ             | 2017-18  | 13     | 1      | 4      | 0      | 1        | 0        | -      | -      | 18   | 1    |
| ベシクタシュ             | 2018-19  | 23     | 0      | 0      | 0      | 7        | 0        | 0      | 0      | 30   | 0    |
| ベシクタシュ             | 合計     | 36     | 1      | 4      | 0      | 8        | 0        | 0      | 0      | 48   | 1    |
| 通算                     | 通算     | 273    | 23     | 33     | 1      | 76       | 3        | 4      | 1      | 388  | 28   |

## 代表歴

### 出場大会
- クロアチア代表
  - 2012年 - UEFA EURO 2012
  - 2016年 - UEFA EURO 2016（ベスト16）
  - 2018年 - 2018 FIFAワールドカップ（準優勝）
  - 2018年-2019年 - UEFAネーションズリーグ
  - UEFA EURO 2024

### 試合数
- 国際Aマッチ 103試合 4得点（2010年-）[15]

| クロアチア代表 | 国際Aマッチ | 国際Aマッチ |
| 年             | 出場        | 得点        |
| -------------- | ----------- | ----------- |
| 2010           | 2           | 0           |
| 2011           | 5           | 0           |
| 2012           | 8           | 0           |
| 2013           | 6           | 1           |
| 2014           | 6           | 0           |
| 2015           | 7           | 0           |
| 2016           | 12          | 0           |
| 2017           | 9           | 1           |
| 2018           | 16          | 2           |
| 2019           | 8           | 0           |
| 2020           | 5           | 0           |
| 2021           | 11          | 0           |
| 2022           | 5           | 0           |
| 2023           | 3           | 0           |
| 2024           |             |             |
| 通算           | 103         | 4           |

## タイトル
ディナモ・ザグレブ
- プルヴァHNL: 2011-12, 2012-13
- フルヴァツキ・ノゴメトニ・クプ: 2011-12

ディナモ・キエフ
- ウクライナ・プレミアリーグ: 2014-15, 2015-16
- ウクライナ・カップ: 2013-14, 2014-15
- ウクライナ・スーパーカップ: 2016

ベシクタシュ
- スュペル・リグ: 2020-21
- テュルキエ・クパス: 2020-21
- トルコ・スーパーカップ: 2020-21

AEKアテネ
- ギリシャ・スーパーリーグ: 2022-23
- キペロ・エラーダス: 2022-23